# Vigna caracalla
Vigna caracalla är en ärtväxtart som först beskrevs av Carl von Linné, och fick sitt nu gällande namn av Bernard Verdcourt. Vigna caracalla ingår i släktet vignabönor, och familjen ärtväxter. Inga underarter finns listade i Catalogue of Life.

## Bildgalleri

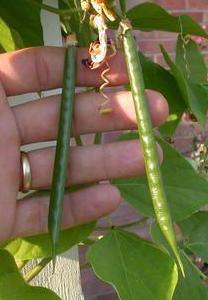
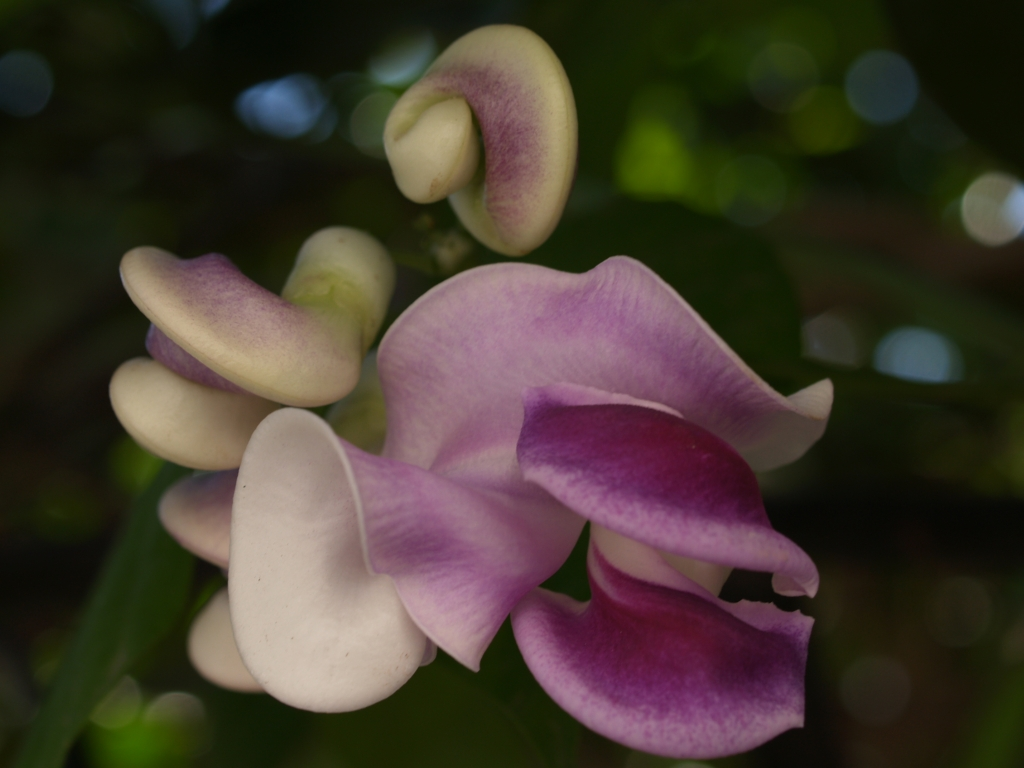
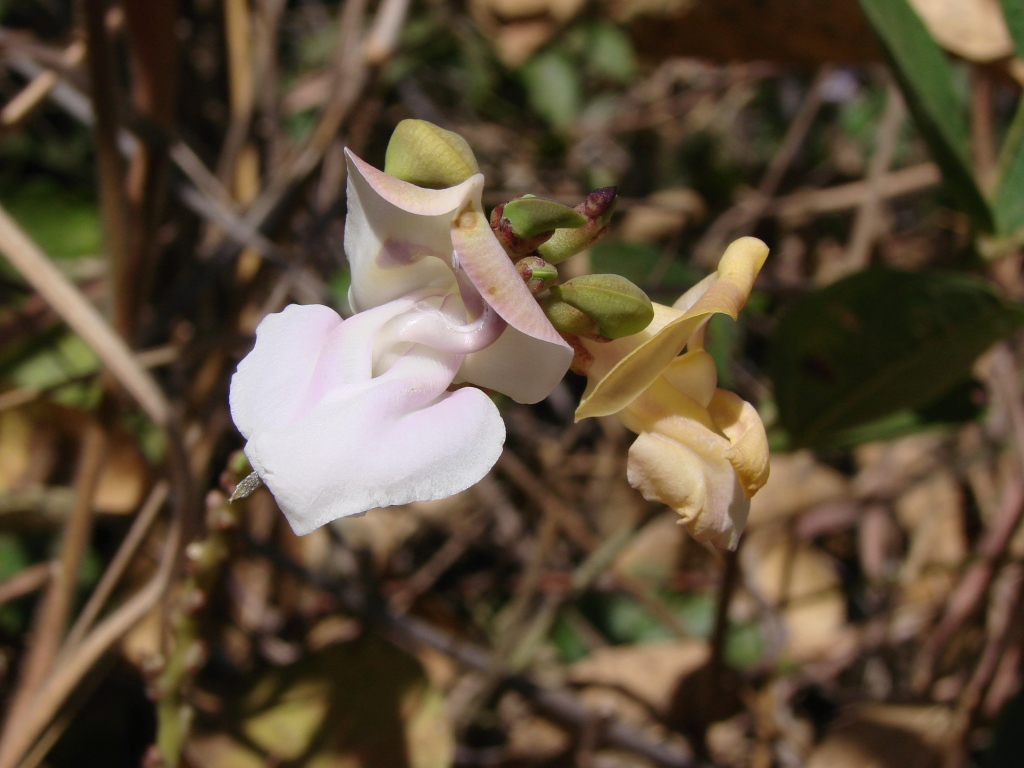
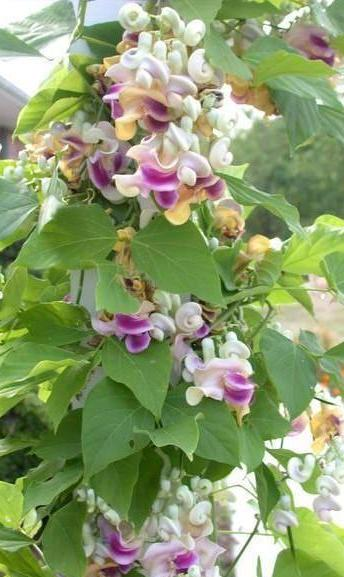
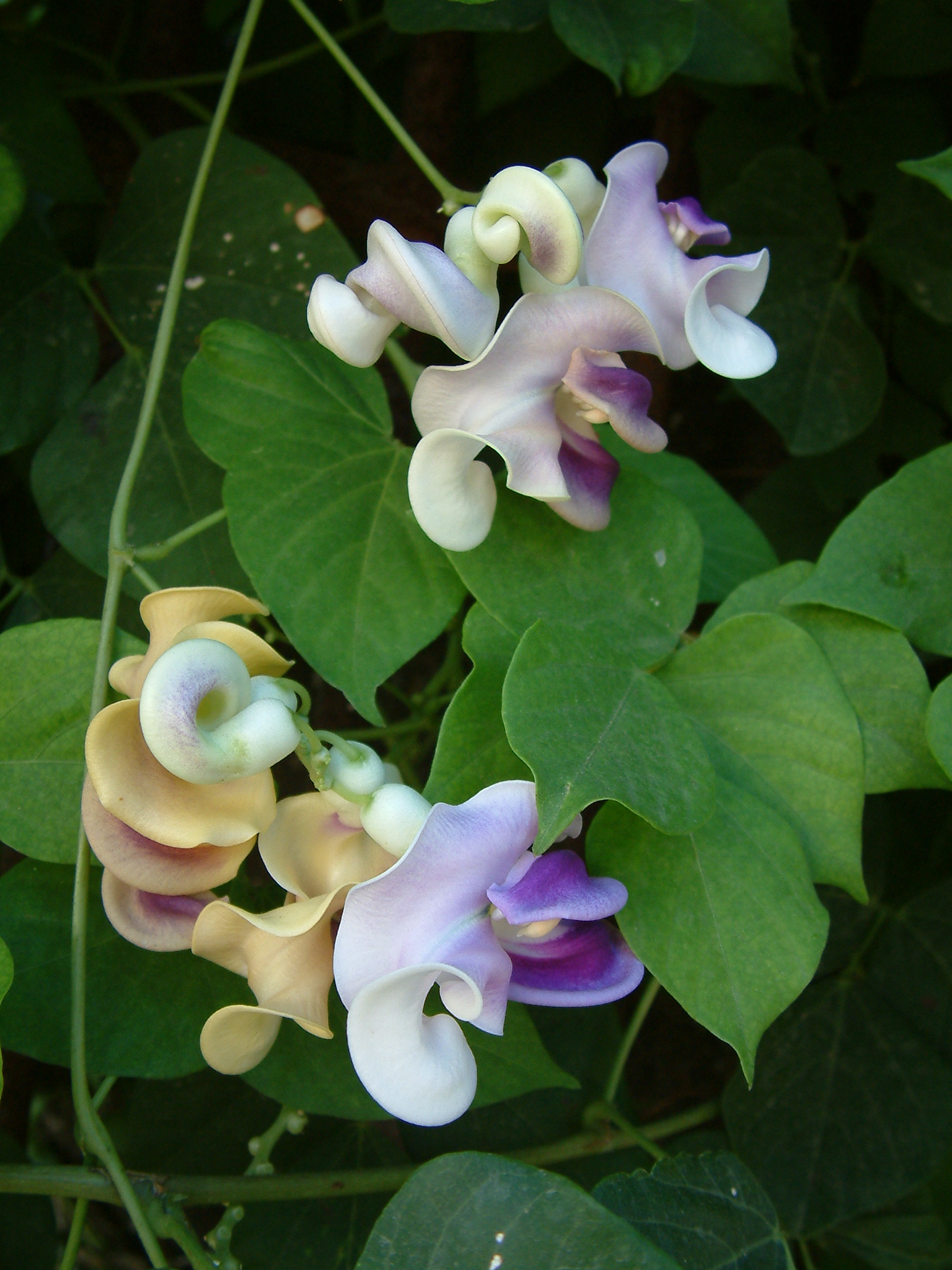